# 奧德鎮區 (內布拉斯加州安蒂洛普縣)
奧德鎮區（英語：Ord Township）是位於美國內布拉斯加州安蒂洛普縣的一個行政鎮區。

## 地方資料
奧德鎮區的面積為92.72平方千米，當中陸地面積為92.19平方千米，而水域面積為0.53平方千米。根據2020年美國人口普查的數據，當地共有人口77人，而人口密度為每平方千米0.83人。